# Nils Hasselmo
Nils Hasselmo, född 2 juli 1931 i Köla församling, död 23 januari 2019, var en svenskamerikansk språkvetare och universitetsrektor.
Hasselmo studerade nordiska språk och litteraturvetenskap vid Uppsala universitet. Under studietiden var han med i Värmlands nation. Han flyttade till USA 1956 där han slutförde sin grundutbildning vid Augustana College i Illinois och fortsatte vidare till Harvard University, där han 1961 blev filosofie doktor. Doktorsavhandlingen, skriven under handledning av Einar Haugen, handlade om den svenskamerikanska varieteten av svenska.
Hasselmo undervisade vid Augustana College och University of Wisconsin-Madison innan han 1965 utnämndes till professor i skandinavistik vid University of Minnesota. Han lämnade detta lärosäte 1983 för en tjänst vid University of Arizona, men återvände 1988. Fram till 1997 var han rektor vid University of Minnesota. År 2005 blev en byggnad på universitetets campus, Nils Hasselmo Hall, uppkallad efter honom. Åren 1997–2006 var Hasselmo chef för Association of American Universities.
Han intresserade sig mycket för svenskamerikanskt samhällsliv och kultur, inte minst ur ett språkvetenskapligt perspektiv. Boken Amerikasvenska, som han publicerade 1974, blev ett klassiskt verk inom språkkontakt och tvåspråkighet. År 1991 utnämndes han till Årets svenskamerikan.
Hasselmo utnämndes till hedersdoktor vid Uppsala universitet 1979.

## Utmärkelser, ledamotskap och priser
- Nordstjärnerorden (1973)[3]
- Ledamot av Vetenskapssocieteten i Lund (LVSL, 1979)[5]